# Comunitat d'aglomeració Saint Germain Boucles de Seine
La Comunitat d'aglomeració Saint Germain Boucles de Seine (en francès: communauté d'agglomération Saint Germain Boucles de Seine) és una estructura intercomunal dels departaments d'Yvelines i la Val-d'Oise, a la regió de l'Illa de França.
Creada al 2016, està formada per 20 municipis, dels quals tots són d'Yvelines menys Bezons que pertany a la Val-d'Oise. La seu es troba a Saint-Germain-en-Laye.

## Municipis

### Yvelines
1. Aigremont
2. Carrières-sur-Seine
3. Chambourcy
4. Chatou
5. Croissy-sur-Seine
6. L'Étang-la-Ville
7. Fourqueux
8. Houilles
9. Louveciennes
10. Maisons-Laffitte
11. Mareil-Marly
12. Marly-le-Roi
13. Le Mesnil-le-Roi
14. Montesson
15. Le Pecq
16. Le Port-Marly
17. Saint-Germain-en-Laye
18. Sartrouville
19. Le Vésinet

### Val-d'Oise
1. Bezons